# Potyczka pod Camp Allegheny
Potyczka pod Camp Allegheny (znana również jako potyczka pod Allegheny Mountain) – starcie zbrojne, które miało miejsce w trakcie operacji w zachodniej Wirginii 13 grudnia 1861, w czasie amerykańskiej wojny secesyjnej.
Po walkach w listopadzie 1861 pod Camp Bartow nad Greenbrier River, wojska konfederackie rozlokowały się na usianym okopami i palisadami wzgórzu Allegheny Mountain. Na liczącym 1350 m wysokości wzgórzu konfederaci założyli obóz w okolicy Staunton Parkersburg Turnpike. Dowódcą został pułkownik Edward Johnson.
Tymczasem nowy głównodowodzący wojsk Północy generał brygady Robert H. Milroy pomaszerował w kierunku Camp Bartow, skąd rozpoczął ataki na Camp Allegheny z dwóch stron jednocześnie. Generał osobiście dowodził silniejszym oddziałem. Po zdobyciu przyczółka na północy Milroy uderzył w środek obrony przeciwnika i został uwikłany w przeciągłą walkę. Prowadzony przez pułkownika Moody’ego drugi atak od południa był znacznie spóźniony, co spowodowało brak koordynacji oddziałów Milroya. Na dodatek Milroy posiadał w swoich szeregach artylerzystów bez dział, gdyż te zamierzał zdobyć na konfederatach.
Całymi siłami południowców, po ciężkiej walce, Johnsonowi udało się w końcu odeprzeć ataki obu oddziałów wojsk Północy. Oddziały Milroya odparte w walce zmuszone zostały do wycofania się w kierunku fortu Cheat Mountain Summit.
Straty obu stron przedstawiały się następująco: Południowcy stracili 146 ludzi z łącznej liczby 1 200 żołnierzy. Wojska Unii dysponujące siłami 1 900 ludzi straciły 137 żołnierzy. O wiele więcej jednak zmarło ich wkrótce w wyniku chorób w ciężkich warunkach pogodowych zimą 1861/1862 na wzgórzach zachodniej Wirginii. Dopiero w kwietniu 1862 konfederaci poddali forty na tych terenach i już do końca wojny nie przejawiali aktywności na tym obszarze.